# Karl Albrecht (Stenograf)
Karl Hermann Albrecht (* 4. April 1823 in Leipzig; † 18. Januar 1904 in Freiburg im Breisgau) war ein deutscher Lehrer und Theoretiker der Stenografie. Er gilt als einer der Pioniere der Gabelsbergischen Stenografie.

## Leben
Karl Albrecht war der Sohn des Beutlergesellen Johann Heinrich Albrecht und seiner Ehefrau Caroline Eleonore geborene Zehl. Er besuchte die Leipziger Ratsfreischule und die Nikolaischule.
Ab 1843 studierte er an der Universität Leipzig Jura und neue Sprachen und schloss das Studium mit der Promotion zum Dr. phil. ab. 1848 nahm er seine Tätigkeit als Gymnasiallehrer für neuere Sprachen und Stenographie an einer Leipziger Schule auf. 
Im gleichen Jahr trat er in den von Robert Blum gegründeten Leipziger Vaterlandsverein ein und gehörte damit zu „Leipzig’s Wühlern und Wühlerinnen“, wie die 1848er-Revolutionäre hier genannt wurden. Wegen der Teilnahme am Dresdner Maiaufstand 1849 wurde er drei Monate inhaftiert. Eine weitere Haftzeit von 27 Monaten folgte 1851.
1854 nahm er die bis 1882 währende Lehrtätigkeit an verschiedenen Leipziger Schulen wieder auf. 1861 wurde er in dem von Oskar Mothes gegründeten Gewerblichen Bildungsverein aktiv, in welchem nun auch die Gabelsbergerische Stenografie gelehrt wurde. 1864 gehörte er zu den Gründern des Leipziger Schrebervereins und war drei Jahre in seinem Vorstand tätig.
Sein besonderer Eifer aber galt der Stenografie. Neben seinem Unterricht und der praktischen Arbeit als Stenograf bei der Aufnahme von Verhandlungen, lag ihm daran, die Didaktik des Stenografieunterrichts zu verbessern. Er übertrug dazu mit großem Erfolg die von Johann Franz Ahn für den Französischunterricht entwickelte Methodik auf die Stenografie. Für die Gabelsberger-Kurzschrift entwickelte er eine umfassende Vokalisationslehre. Aber auch im organisatorischen Bereich war er aktiv. Von 1865 bis 1892 leitete er die Allgemeine Deutsche Stenographenzeitung. Er hielt Reden auf Stenografenkongressen und vertrat 1889  den Deutschen Stenographen-Bund auf dem 2. Internationalen Stenographen-Kongress in Paris.
1850 hatte Karl Albrecht Johanna Sophie Höhm aus Crottendorf im Erzgebirge geheiratet. Das Ehepaar hatte zwei Töchter.

## Schriften
- Die Leipziger Mundart. Grammatik und Wörterbuch der Leipziger Volkssprache. Zugleich ein Beitrag zur Schilderung der Volkssprache im Allgemeinen. Mit einem Vorwort von Rudolf Hildebrand. Arnoldsche Buchhandlung, Leipzig, 1881. MDZ Reader Reprint: Forgotten Books, 2018, ISBN 978-0265288160
- Lehrbuch der Gabelsbergerschen Stenographie. Haendcke & Lehmkuhl Hamburg 1877. Reprint: Nabu Press 2011 ISBN 978-1271560868
- Lesebuch für angehende Stenographen. Haendcke & Lehmkuhl Hamburg 1887.